# Ryu Hyun-kyung
Ryu Hyun-kyung (류현경?, 柳賢慶?, Ryu Hyeon-gyeongLR, Ryu Hyŏn-kyŏngMR; Masan, 10 marzo 1983) è un'attrice sudcoreana.
Ha debuttato nel 1996 all'età di 12 anni interpretando la versione più giovane della protagonista nella serie televisiva Gomtang. Nel 2010, ha attirato l'attenzione con i suoi ruoli secondari nel dramma erotico in costume Bangjajeon e nelle commedie romantiche Cyrano yeon-aejojakdan e Jjejjehan romance. Ha poi ricoperto la parte della protagonista in Mama (2011), Du beon-ui gyeolhonsikgwa han beon-ui jangnyesik (2012) e Aengdu-ya yeon-aehaja (2013).
Ryu ha anche diretto i cortometraggi Gwangtae-ui gicho (2009) e Nalgangdo (2010), così come due video musicali per la cantante Choi Jung-in.

## Filmografia

### Cinema
- Gip-eun seulpum (깊은 슬픔?), regia di Kwak Ji-gyun (1997)
- Tae-yang-eun eopda (태양은 없다?), regia di Kim Sun-soo (1999)
- Mayonnaise (마요네즈?), regia di Yoon In-ho (1999)
- Bicheonmu (비천무?), regia di Kim Young-jun (1999)
- Jinsil game (진실게임?), regia di Kim Ki-young (2000)
- Gyeolhon-eun, michin jis-ida (결혼은, 미친 짓이다?), regia di Yoo Ha (2002)
- Donghaemulgwa Baekdusan-i (동해물과 백두산이?), regia di Ahn Jin-su (2003)
- Jopok manura 2: Dor-a-on jeonseol (조폭 마누라 2 - 돌아온 전설?), regia di Jung Seung-hoon (2003)
- Mul jom juso (물 좀 주소?), regia di Hong Hyun-gi (2008)
- Sin-gijeon (신기전?), regia di Kim Yoo-jin (2008)
- Bangjajeon (방자전?), regia di Kim Dae-woo (2010)
- Cyrano yeon-aejojakdan (시라노; 연애조작단?), regia di Kim Hyun-seok (2010)
- Cheotsarang yeoljin (첫사랑 열전?), regia di Park Beom-hoon (2010)
- Jjejjehan romance (쩨쩨한 로맨스?), regia di Kim Jung-hoon (2010)
- Nalgangdo (날강도?), regia di se stessa (2010) – cortometraggio
- Mama (마마?), regia di Choi Ik-hwan (2011)
- Goodbye Boy (굿바이 보이?), regia di No Hong-jin (2011)
- Du beon-ui gyeolhonsikgwa han beon-ui jangnyesik (두 번의 결혼식과 한 번의 장례식?), regia di Kim-Jho Gwangsoo (2012)
- Namja sa-yongseolmyeongseo (남자사용설명서?), regia di Lee Won-suk (2013)
- Jeon-gungnoraejarang (전국노래자랑?), regia di Lee Jong-pil (2013)
- Aengdu-ya yeon-aehaja (앵두야 연애하자?), regia di Jung Ha-rin (2013)
- Mansin (만신?), regia di Park Chan-kyung (2014)
- Me-ilkkot, unsu joh-eun nal, geurigo bombom (메밀꽃, 운수 좋은 날, 그리고 봄봄?), regia di Ahn Jae-hoon e Han Hye-jin (2014)
- Jeboja (제보자?), regia di Im Sun-rye (2014)
- Three Summer Nights (쓰리 썸머 나잇?), regia di Kim Sang-jin (2015)
- Na-ui jeolchin akdangdeul (나의 절친 악당들?), regia di Im Sang-soo (2015)
- Office (오피스?), regia di Hong Won-chan (2015)
- Yeoljeong gat-eun sori hago inne (열정같은소리하고있네?), regia di Jeong Gi-hun (2015)
- Artist: Dasi tae-eonada (아티스트: 다시 태어나다?), regia di Kim Kyung-won (2017)
- Horang-iboda museo-un gyeo-ulsonnim (호랑이보다 무서운 겨울손님?), regia di Lee Gwang-gook (2017)
- Gidohaneun namja (기도하는 남자?), regia di Kang Dong-heon (2020)
- A-i (아이?), regia di Kim Hyeon-tak (2021)
- Genre Romance (장르만 로맨스?), regia di Jo Eun-ji (2021)
- Yojeong (요정 ?), regia di Shin Taek-soo (2022)

### Televisione
- Gomtang (곰탕?) – miniserie TV (1996)
- Hakyo 2 (학교 2?) – serie TV (1999-2000)
- Wangcho (왕초?) – serie TV (1999)
- Namja set yeoja set (남자 셋 여자 셋?) – serie TV (1999)
- Dangsin ttaemun-e (당신 때문에?) – serial TV (2000)
- Mu-insidae (무인시대?) – serial TV (2003-2004)
- Danpatppang (단팥빵?) – serie TV (2004-2005)
- Gim Yak-gug-ui ttaldeul (김약국의 딸들?) – serial TV (2005)
- Miss Gim-ui bumerang (미스김의 부메랑?) – serie TV (2006)
- Terroir (떼루아?) – serie TV (2008-2009)
- Sim-yabyeong-won (심야병원?) – serie TV (2011)
- Dorongnyong dosa-wa geurimja jojakdan (도롱뇽도사와 그림자 조작단?) – serie TV (2012)
- Mas-inneun insaeng (맛있는 인생?) – serie TV (2012)
- Gi hwanghu (기황후?) – serie TV (2013-2014)
- Nae-ir-eul hyanghae ttwi-eora (내일을 향해 뛰어라?) – miniserie TV (2015)
- The Lover (더 러버?) – serie TV (2015)
- Oh My Ghost (오 나의 귀신님?) – serie TV (2015)
- Master - Guksu-ui sin (마스터 - 국수의 신?) – serie TV (2016)
- 20segi sonyeonsonyeo (20세기 소년소녀?) – serie TV (2017)
- Jug-eodo joh-a (죽어도 좋아?) – serie TV (2018)
- Doctor tamjeong (닥터 탐정?) – serie TV (2019)
- Mobeom taxi (모범택시?) – serie TV (2021)
- Cheer Up (치얼업?) – serie TV (2022)
- I binari del destino (트롤리?) – serie TV (2022-2023)
- Big Bet - La grande scommessa (카지노?) – serie TV (2022-2023)
- Se un albero cade in una foresta (아무도 없는 숲속에서?) – serie TV (2024)